# NGC 3039
NGC 3039 je galaksija u zviježđu Sekstantu.

## Vanjske poveznice
- SEDS: NGC 3039